# 光叶藤蕨
光叶藤蕨（学名：Stenochlaena palustris）为光叶藤蕨科光叶藤属下的一个种。